# San Filippo del Mela
San Filippo del Mela es una localidad italiana de la provincia de Mesina, región de Sicilia, con 7.191 habitantes.

Ubicación de la ciudad de San Filippo del Mela dentro de la provincia de Mesina.

## Evolución demográfica
| Gráfica de evolución demográfica de San Filippo del Mela entre 1861 y 2001 |
|                                                                            |
| Fuente ISTAT - Elaboración gráfica por parte de Wikipedia                  |